# انمباس شرقی
انمباس شرقی (به لاتین: Anambra East) یک سکونتگاه مسکونی در نیجریه است که در انامبرا استیت واقع شده‌است.